# Ему

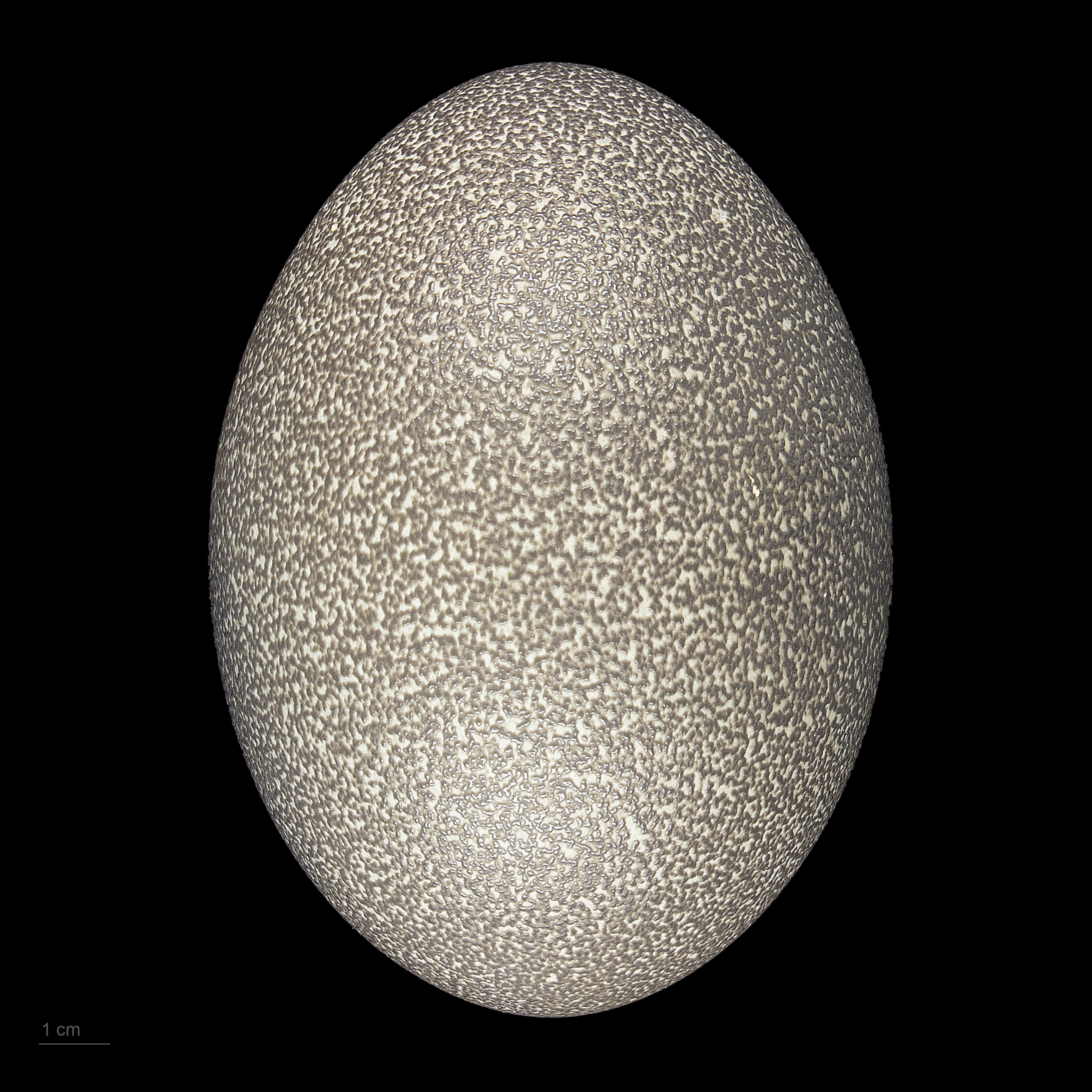
Dromaius novaehollandiae — Тулузький музей

Е́му (Dromaius) — рід птахів ряду казуароподібних (Casuariiformes). Представлений одним сучасним видом, що населяє Австралію та кілька невеликих островів біля її узбережжя.
Ему австралійський (Dromaius novaehollandiae) є неофіційною орнітологічною емблемою Австралії і разом з кенгуру зображений на гербі країни.

## Зовні схожі на ему птахи
Крім ему австралійського, існують птахи, схожі на нього:

- на африканськокому континенті — Страус звичайний,
- на континенті Південна Америка — Нанду.

## Зовнішній вигляд
Зовні ему дещо нагадує казуара, але не має ні «шолома», ні шкірястих наростів на шиї. Його висота близько 1,5 м, вага дорослих особин 18–55 кг. Ему здатний бігти зі швидкістю до 50 км/год. Їх довгі ноги дозволяють робити кроки до 275 см. Ему ведуть кочовий спосіб життя і можуть долати великі відстані в пошуках їжі. П'ють вони рідко, але якщо є можливість, то не відмовлять собі в цьому. Ему любить сидіти в воді, а також вміє плавати.
Ему використовує пазуристі лапи в цілях захисту. Ноги ему є одними з найсильніших кінцівок у тварин, що дозволяє їм псувати огорожі з металевого дроту. Вони наділені хорошим зором і слухом, який дозволяє їм виявляти хижаків в окрузі. Оперення змінюється в залежності від умов навколишнього середовища. Структура пера запобігає перегріву, тому ему активні під час полуденної спеки. Вони можуть терпіти широкий діапазон температур. Самців і самок важко відрізнити візуально, проте по звуках, які вони видають, це можна зробити. У дикій природі ему можуть жити від 10 до 20 років.
На кожній нозі ему має по три пальці з трьома фалангами, на відміну від страуса, який має два пальця на кожній нозі. Вони мають невеликі залишкові крила, довжиною близько 20 см і мають маленький кіготь на кінці крила. Ему мають довгу шию і ноги. Їх здатність пересуватися на великих швидкостях обумовлена будовою нижньої кінцівки: три пальці на ногах, мала кількість кісток і пов'язані з ними м'язи ніг. Ноги ему позбавлені пір'я, а під ними знаходяться товсті, м'які подушки. У ему є гострі кігті на пальцях, що дозволяють захищатися від ворогів.
Шия ему блідо-блакитна і покрита рідким пір'ям від коричневого до сіро-коричневого кольору, що поглинають сонячне випромінювання.

### Голова і верхня частина шиї
Очі ему захищені мигальною мембраною — пристосуванням для захисту очей від пилу, який поширений в вітряних і посушливих пустелях. На шиї у ему є мішечок, який добре помітний під час шлюбного періоду. За допомогою цього мішка ему можуть видавати звуки різної висоти. Особи жіночої статі зазвичай кричать голосніше, ніж особи чоловічої.
Для нормального дихання в прохолодну погоду ему має великі носові проходи. Холодне повітря нагрівається, проходячи через легені. На видиху в холодній носовій раковині ему конденсує вологу назад з повітря і поглинає її для повторного використання. Як і інші безкілеві, цей птах стійкий до досить широкої амплітуди температур: від -5 до +45 градусів. Термонейтральна зона для ему знаходиться між 10-15 і 30 градусами. Як і у інших безкілевих, обмін речовин у ему протікає з низькою швидкістю.

## Таксономія
Ему вперше був виявлений європейськими дослідниками в 1696 році, коли вони нанесли короткий візит на західне узбережжя Австралії. Вважається, що на східному узбережжі ему були помічені до 1788 року, коли там утворилися перші європейські поселення. Вперше ему був описаний під назвою New Holland Cassowary в книзі Артура Філіпа «Подорож в Ботані-Бей», яка була опублікована в 1789 році. Вид був названий орнітологом Джоном Латамом на честь області Австралії, яка називається Нова Голландія. Латам був співавтором книги Філіпа і дав перші описи і назви багатьох видів австралійських птахів. Етимологія назви «ему» невідома. Згідно з однією з версій, назва походить від арабської мови і означає «великий птах». Інша теорія полягає в тому, що воно походить від слова «ЕМА», яке використовується в португальській мові для позначення великого птаха, схожого на страуса.
Одні науковці відносять рід до родини казуарових, а інші — до родини емових.

## Класифікація
Є три сучасні підвиди ему в Австралії:
1. На південному сході Dromaius novaehollandiae novaehollandiae;
2. На півночі Dromaius novaehollandiae woodwardi, стрункий і блідий;
3. На південному заході Dromaius novaehollandiae rothschildi, темний.

Міжнародний союз орнітологів виділяє один сучасний вид і три вимерлих:
- Dromaius novaehollandiae novaehollandiae, включаючи Dromaius novaehollandiae rothschildi;
- Dromaius novaehollandiae diemenensis;
- Dromaius novaehollandiae minor;
- Dromaius novaehollandiae baudinianus.

## Поведінка
Ему добре плавають, незважаючи на свої масивні розміри. Спить тварина вночі, але може переривати сон до 8 разів за ніч. Для того щоб настала фаза глибокого сну, ему сидить на лапах і починає входити в сонний стан. Однак і в цьому стані він може реагувати на візуальні і звукові подразники і переривати сон. Якщо ж цих подразників немає, то фаза глибокого сну починається через 20 хвилин. Після глибокого сну ему прокидається через кожні 90-120 хвилин. В цілому ему спить близько 7 годин на день.

## Розмноження

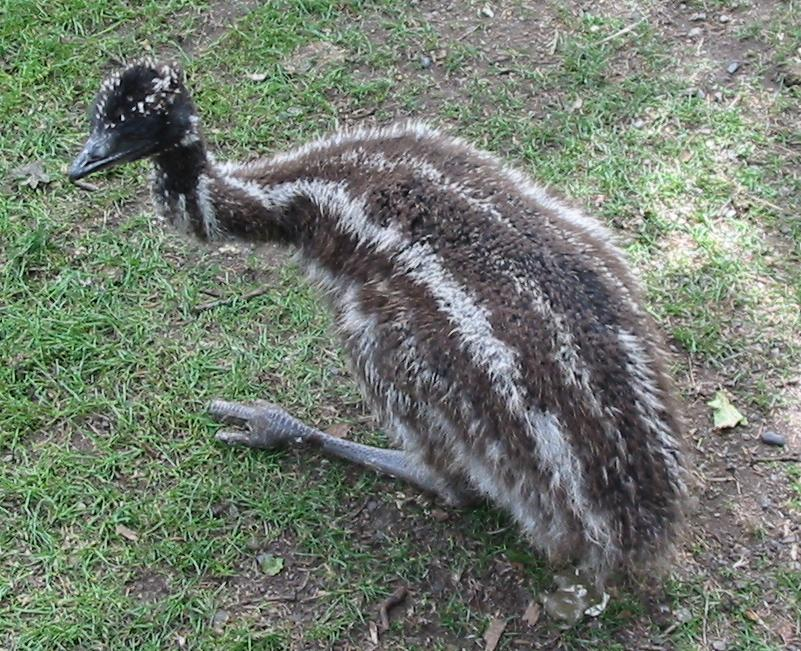
Пташеня ему

У шлюбних іграх самець і самиця ему стають один напроти одного, схиляють голови до самої землі і гойдають ними над землею. Потім самець веде самицю до зробленого ним гнізда. Пара може залишатися разом протягом п'яти місяців. Парування відбувається в холодні для південної півкулі місяці — травень і червень. Під час сезонного розмноження самці відчувають гормональні зміни — збільшення лютеїнізуючого гормону, рівня тестостерону та розміру яєчок.
Під час шлюбного сезону оперення самки трохи темніє, а невеликі ділянки голої шкіри нижче очей і поруч з дзьобом стають бірюзово-блакитними.
Самки під час залицяння більш агресивні, ніж самці, і часто воюють одна з одною за доступ до партнера. Такі бійки можуть тривати до 5 годин.

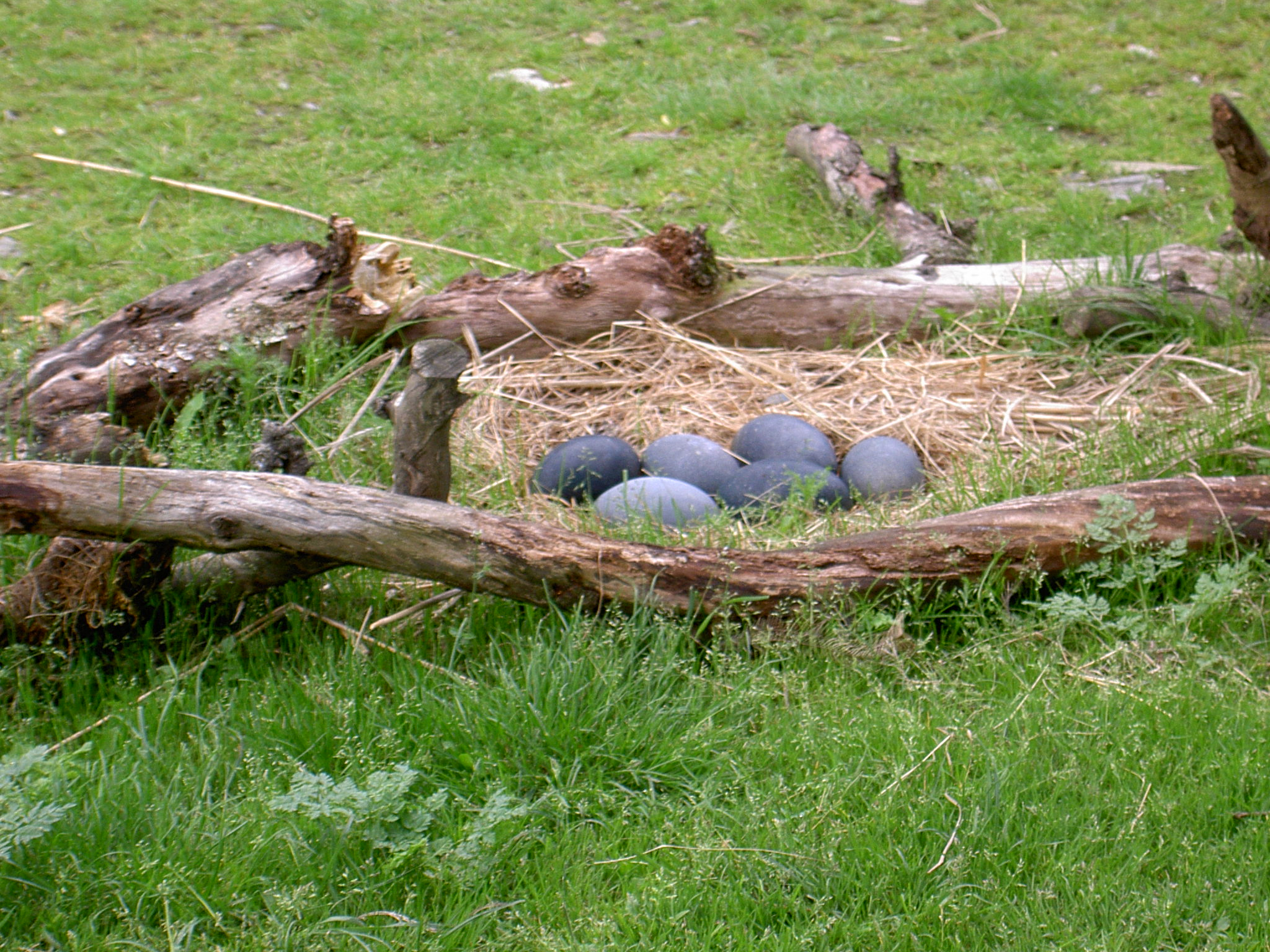
Гніздо та яйця ему

Гніздо ему — ямка, викладена травою, листям, корою, гілками. Ему полігамні, в одне гніздо відкладають яйця декілька самок, після чого кладка в цілому налічує 15-25 яєць. Іноді у самця буває лише одна самиця, яка відкладає до 10 яєць. Яйця дуже великі, з товстою шкаралупою темно-зеленого кольору. Оболонка становить близько 1 мм. Їх вага складає від 700 до 900 грам, що приблизно дорівнює 10-12 курячим яйцям. Насиджуванням займається тільки самець. Насиджування триває близько двох місяців, протягом яких самець дуже мало і рідко їсть. У процесі насиджування яйця з темно-зелених стають чорно-фіолетовими. Пташенята народжуються вагою 0,5 кг. У цей період самець, що охороняє своє потомство, стає дуже агресивним, і, якщо його потривожити, ударом ноги може зламати людині кістки.

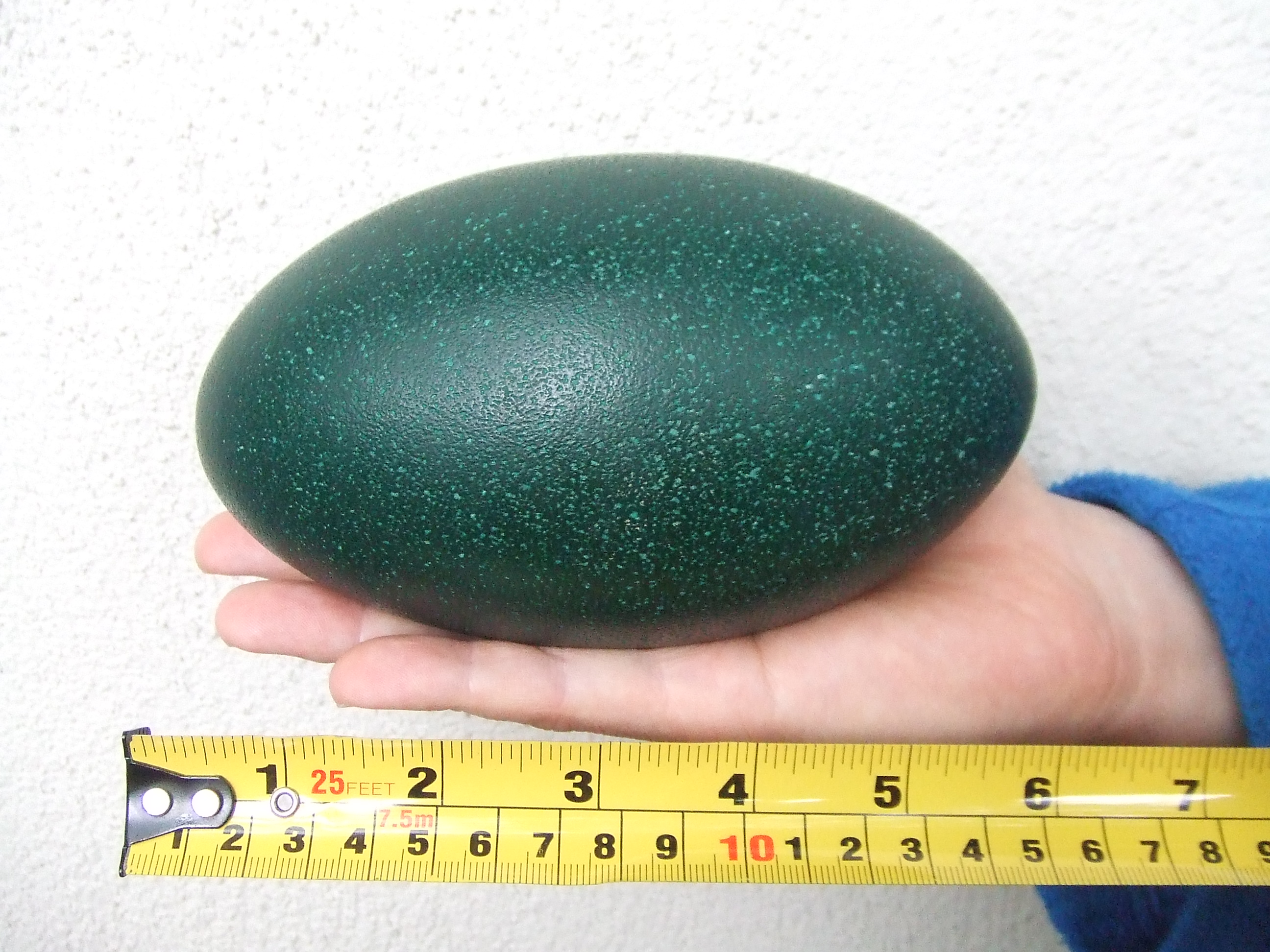
Темно-зелене яйце ему

Пташенята, які щойно вилупилися, активні і можуть протягом декількох днів покинути гніздо. Мають відмінні коричневі і кремові смужки для маскування, які зникають через три місяці. Пташенята ростуть дуже швидко. 5-6-місячні пташенята можуть залишитися зі своєю сім'єю ще на 5-6 місяців.

## Тварини-вороги
На ему полюють кілька видів тварин, в тому числі динго, орли і яструби. Лисиці намагаються вкрасти яйця. Хижі птахи і дінго намагаються вбити ему, нападаючи на голову; ему, в свою чергу, підстрибує високо вгору і махає крилами і ногами.

## Живлення
Живиться ему плодами, корінням, травою й іншим рослинним кормом. В основному годуються рано вранці. Нерідко відвідують посіви зернових культур, завдаючи збитку врожаю. Крім того, вони харчуються комахами.

## Значення для людини
Австралійські фермери вважають, що ему псують посіви, топчуть відведені для овець пасовища, тому ці птахи винищуються тисячами. Крім того, м'ясо ему виявилося придатним в їжу, а з яєць витоплюють харчове масло.

## Цікаві факти
У листопаді-грудні 1932 року Збройними Силами Австралії була проведена операція по знищенню ему, відома під назвою Війна з ему.